# Our Last Album?
Our Last Album? är ett album av det brittiska punkbandet Toy Dolls från 2004.

## Låtlista
1. "Our Last Intro?" - 0:21
2. "The Death of Barry the Roofer With Vertigo" - 2:52
3. "Cheatin' Chick From China" - 2:45
4. "Daveys Days" - 3:33
5. "No One Knew the Real Emu" - 3:10
6. "I Gave My Heart to a Slag Called Sharon From Whitley Bay" - 3:50
7. "Jeans Been" - 2:22
8. "Rita's Innocent" - 3:05
9. "She's So Modern" - 2:54
10. "Chenky Is a Puff" - 2:57
11. "I Caught It From Camilla" - 2:57
12. "Our Last Outro?" - 1:17
13. "The Final Countdown" - 3:03
14. "Tony Talks Tripe" - 2:16
15. "Yul Brynner Was a Skinhead (New Recording)" - 2:24
16. "Thank You To" - 0:28